# Pegesimallus bulbifrons
Pegesimallus bulbifrons là một loài ruồi trong họ Asilidae. Pegesimallus bulbifrons được Londt miêu tả năm 1980. Loài này phân bố ở vùng nhiệt đới châu Phi.